# Nick Drake
Nick Drake, születési nevén Nicholas Rodney Drake (Rangun, 1948. június 19. – 1974. november 25., Tanworth-in-Arden) egykori angol énekes-dalszerző.

## Diszkográfia

### Lemezek
- Five Leaves Left (1969)
- Bryter Layter (1971)
- Pink Moon (1972)

## Fordítás
- Ez a szócikk részben vagy egészben  a   Nick Drake című angol Wikipédia-szócikk fordításán alapul.  Az eredeti cikk szerkesztőit annak laptörténete sorolja fel. Ez a jelzés csupán a megfogalmazás eredetét és a szerzői jogokat jelzi, nem szolgál a cikkben szereplő információk forrásmegjelöléseként.